# Óscar Maúrtua
Óscar José Ricardo Maúrtua de Romaña (Lima, 7 de febrero de 1947) es un diplomático, jurista y abogado peruano. Asimismo, se desempeñó como embajador de Perú en España, Principado de Andorra y Representante Permanente del Perú ante la Organización Mundial del Turismo (OMT), desde 2022 hasta el 2023.

## Biografía
Hijo del cirujano Óscar Maúrtua Moyano y de Juana de Romaña y García, nació en Lima en febrero de 1947. En su familia materna y paterna destacan políticos, médicos, juristas y diplomáticos. 
Está casado con Lourdes María del Carmen Briseño Meiggs, con quien tuvo a sus hijos: Óscar Ignacio, Álvaro Rodrigo y María Daniela.  
Maúrtua estudió en el Colegio La Inmaculada de los Jesuitas. Posteriormente, ingresó a la Facultad de Letras de la Pontificia Universidad Católica del Perú (PUCP), donde se graduó como bachiller en Humanidades y cuya tesis se adjudicó el Premio Nacional de Cultura (1969). Posteriormente se recibió de abogado en la Universidad Nacional Mayor de San Marcos (1971). Es graduado del Programa de posgrado en Diplomacia de la Universidad de Oxford (1971-72)  y tiene magíster en Gestión Pública por la Universidad Tecnológica del Perú (UTP) en 2018. 
Maúrtua fue convocado por el Instituto Nacional Electoral de México para participar como observador electoral en las elecciones federales de ese país en 2012 y 2018.

## Carrera diplomática
En 1965 ingresó por concurso como empleado administrativo al Ministerio de Relaciones Exteriores del Perú. En 1966 fue secretario de Fernando Schwalb, representante personal del entonces presidente Fernando Belaúnde Terry, en la reunión de jefes de Estado, donde se inició la Comunidad Andina de Naciones. En 1967 ingresó en el primer puesto a la Academia Diplomática del Perú y obtuvo el título de licenciado en Relaciones Internacionales. Se incorporó al Servicio Diplomático en 1969,  luego de sustentar la tesis La soberanía permanente del Estado sobre sus riquezas y recursos naturales. Realizó estudios de posgrado en la Universidad de Oxford, la Escuela de Estudios Avanzados Internacionales de la Universidad Johns Hopkins y el Comité Jurídico Interamericano de la OEA.
En 1970 fue nombrado secretario en la embajada en Estados Unidos y en 1976 elegido presidente de la Asociación de Consejeros Comerciales, Washington D. C. En 1977 fue designado jefe del Departamento de Política Económica Internacional de la Cancillería y en 1979 encargado de la Dirección de Asuntos Económicos. En 1980 fue nombrado consejero de la Embajada de Perú en Bélgica y ante la Comunidad Económica Europea. 
Desde 1980 hasta 1985, fue secretario general de la Presidencia de la República, durante el gobierno de Belaúnde. Estuvo encargado de la Secretaría del Consejo de Ministros en diversas ocasiones (1980-1985).
Asimismo, ha sido embajador del Perú en Canadá (1985-1988), Comisionado General ante la Exposición Internacional de Vancouver (1986); en Bolivia (1988-1993), Tailandia, Vietnam y Laos (1995-1999), Representante ante la Comisión Económica Social del Asia Pacífico (ESCAP) y Ecuador (1999-2002).
Fue representante de la OEA en México de 2007 a 2011. En ese mismo año fue nombrado Embajador en Costa Rica, cargo que no llegó a asumir porque pasó al retiro a los 64 años.

### Ministro de Relaciones Exteriores

#### Gobierno de Alejandro Toledo
Fue designado por el presidente Alejandro Toledo como ministro de Relaciones Exteriores, por primera vez, el 16 de agosto de 2005, tras la dimisión del gabinete de Carlos Ferrero cinco días antes. Esta investidura llevó a dimitir al recién presentado ministro de Relaciones Exteriores, Fernando Olivera. Estuvo bajo el cargo del presidente del Consejo de Ministros, Pedro Pablo Kuczynski, hasta el fin del gobierno de Toledo.

#### Gobierno de Pedro Castillo
En 2021, fue convocado para asumir el ministerio bajo la presidencia de Pedro Castillo y la presidencia del Consejo de Ministros de Guido Bellido, tras la renuncia de Héctor Béjar en medio de la inestabilidad política generada por las declaraciones de este último sobre el conflicto armado interno. El nombramiento de Maúrtua ha sido considerado una reversión de la política exterior inicial de izquierda de Castillo, iniciada bajo Béjar. Este acto generó críticas de los representantes del partido gobernante Perú Libre.Como canciller, Maúrtua se encargó de la obtención de un suministro adecuado de vacunas contra la COVID-19, dio prioridad a las reuniones binacionales periódicas con los países vecinos y fomentó la integración regional a través de UNASUR, MERCOSUR y CELAC. Asimismo, promovió la inversión extranjera en foros internacionales como el Foro Económico Mundial y el ONU, reafirmó la participación activa de Perú en la Alianza del Pacífico y alentó el proceso de adhesión del Perú a la OCDE. 

### Presidente de la Sociedad Peruana de Derecho Internacional
El excanciller fue elegido por unanimidad como el nuevo Presidente de la Sociedad Peruana de Derecho Internacional, el 19 de septiembre de 2017.

## Publicaciones
- El mariscal Andrés de Santa Cruz y el encuentro de dos mundos (1992).
- Derecho internacional y política exterior (1995).
- Una visión latinoamericana del Asia Pacífico (1999).
- Las nuevas relaciones bilaterales Perú-Ecuador (Quito, 2000).
- Perú y Ecuador. Socios en el siglo XXI (Quito, 2001).
- Memoria institucional del Ministerio de Relaciones Exteriores del Perú (agosto de 2005-julio de 2006) (2006).
- Apuntes sobre la agenda interamericana (México, 2010).
- Bitácora interamericana (2012).
- Chaumette des Fossés y el inicio de las relaciones franco-peruanas (1826-1827) (2014).
- Impacto de las migraciones internacionales en el desarrollo del Perú (editor). Lima, 2017, pp. 253.
- Enfoques sobre la corrupción en el Perú (editor). Lima, 2018, pp. 238.
- Derecho internacional público (2020). Obra colectiva.
- “Apuntes para la política exterior peruana” (2021)
- Memoria institucional del Ministerio de Relaciones Exteriores del Perú (2022).

## Condecoraciones
Cuenta con diversas condecoraciones o distinciones, tanto del Perú como de diversos gobiernos.
- Banda de la Orden Mexicana del Águila Azteca, 2012.
- Gran Cruz de la Orden del Sol, Perú.
- Gran Cruz de la Orden al Mérito por Servicios Distinguidos, Perú.
- Gran Cruz de la Orden José Gregorio Paz Soldán del Servicio Diplomático del Perú.
- Gran Oficial de la Orden al Mérito Naval, Perú.
- Gran oficial de la Orden al Mérito Militar, Perú
- Comendador de la Orden de Mayo, Argentina.
- Gran Oficial de la Orden de la Cruz del Sur, Brasil.
- Gran Oficial de la Orden de Leopoldo, Bélgica.
- Primera Clase de la Orden de Francisco de Miranda, Venezuela.
- Oficial de la Orden de Isabel la Católica, España.
- Comendador de la Orden de San Carlos, Colombia.
- Comendador de la Orden al Mérito de Baja Austria, Austria.
- Gran Cruz de la Orden al Mérito, Corea.
- Gran Oficial de la Orden del Cóndor de los Andes, Bolivia.
- Gran Oficial de la Orden del Mariscal Andrés de Santa Cruz, Bolivia.
- Gran Cruz de la Orden del Elefante Blanco, Tailandia.
- Gran Cruz de la Orden al Mérito Real, Tailandia.
- Gran Cruz de la Orden Nacional al Mérito, Ecuador.
- Gran Cruz de la Orden al Mérito, Chile.
- Gran Cruz de la Orden de Río Branco, Brasil.
- Gran Cruz de la Orden al Mérito Nacional, Paraguay.
- Gran Cruz de la Orden de la Corona, Bélgica.